# Turteldue
Turteldue (latin: Streptopelia turtur) er en dueart, der lever i Europa, det nordlige Afrika og Asien. Den danske population er på mindre end 250 individer, og den er regnet som en truet art på den danske rødliste 2019.